# Brigade der ausgezeichneten Qualität
Brigade der ausgezeichneten Qualität war eine staatliche Auszeichnung  der Deutschen Demokratischen Republik (DDR). Der Besitz dieses Titels galt als Voraussetzung zur Erlangung des Ehrentitels Brigade der besten Qualität, der in der Regel dann verliehen wurde, wenn einer Brigade der Ehrentitel Brigade der ausgezeichneten Qualität sechs Monate hintereinander verliehen worden war.
Der Titel wurde, anders als bei anderen Auszeichnungen, nicht mit einer Medaille oder dergleichen sichtbar herausgestellt. Ein inoffizielles Abzeichen zeigt ein goldenes Emblem, das in seiner Mitte aus einem roten Ring auf weißen Grund besteht. Auf diesen Grund soll eine geschlossene Faust mit einem Schraubenschlüssel abgebildet gewesen sein. Unter den roten Ring befand sich ein schwarzes Band mit der Inschrift: BRIGADE DER AUSGEZEICHNETEN QUALITÄT. Ob das hier beschriebene Abzeichen tatsächlich zur Verleihung gelangt ist, ist bisher nicht ermittelbar.

## Geschichte
Wie viele Auszeichnungen in der DDR hatte dieser Ehrentitel und der darum entstehende Wettbewerb um den Ehrentitel sein Vorbild in der Sowjetunion. Dort hatte 1949 Alexander Stepanowitsch Tschutkich, stellvertretender Meister in der Moskauer Textilfabrik Krasnocholmsk, angeblich aus eigenem Entschluss eine Selbstverpflichtung abgegeben, mit seiner Brigade Pläne überzuerfüllen und keinen Ausschuss mehr zu produzieren. Daraus entwickelte sich ein Wettbewerb um den Titel Brigade der ausgezeichneten Qualität, der nun durch die sowjetische Gewerkschaftszeitung Trud vorgestellt wurde und in der Folge in der Tradition der vielen Bewegungen wie Stachanow-Bewegung nun auch  Tschutkich-Bewegung genannt wurde. Erstmals erfuhr der deutsche Leser davon etwas am 29. Juli 1949 im SED-Parteiorgan  Neues Deutschland unter dem Titel Ein Werkmeister wird berühmt. Tschutkich wurde noch 1949 der Stalin-Preis dritten Grades verliehen. In der Folge wurde er 1950 Mitglied der KPdSU und Mitglied des 3. und 4. Obersten Sowjets der UdSSR.
Im Februar 1950 kolportierten DDR-Medien einen Briefwechsel des Cottbusser Webmeisters Franz Striemann mit Tschutkich, in dessen Auswertung nun auch in der DDR-Textilindustrie ein Wettbewerb um den Titel Brigade der ausgezeichneten Qualität ins Leben gerufen wurde.  Schon am 23. März 1950 veröffentlichte der FDGB-Bundesvorstand im Neuen Deutschland einen Aufruf in Vorbereitung zu den Feierlichkeiten am 1. Mai 1950, zu deren Vorbereitungen neue Qualitätsbrigaden gebildet werden sollten und der Wettbewerb um den Ehrentitel Brigade der ausgezeichneten Qualität voll entfaltet werden sollte. Nach diesem Aufruf wurde unter Mitwirkung der  einzelnen Industriegewerkschaften und der Aktivistenbewegung dieser Wettbewerb rasch auf andere Industriezweige und Bereiche des öffentlichen Lebens ausgeweitet. Plakativ wurde der Wettbewerb auch in Losungen des FDGB zum 1. Mai 1950 erwähnt. So lautete die Losung Nr. 38: Kolleginnen und Kollegen! Eifert dem Beispiel des Webstuhlmeisters Striemann nach! Kämpft um den Ehrentitel „Brigade der ausgezeichneten Qualität“ ! Losung Nr. 39 lautete: Jugendbrigaden! An die Spitze des Wettbewerbs um die „Brigade der ausgezeichneten Qualität“! Der Parteivorstand der SED folgte daraufhin mit seinem Losungen zum 1. Mai 1950. Losung Nr. 32 lautete: Arbeiter, Ingenieure, Techniker der volkseigenen Wirtschaft! Folgt dem Beispiel Henneckes! - Durchbrecht die alten Arbeitsnormen! - Kämpft um den Titel „Brigade der ausgezeichneten Qualität“! Losung Nr. 42 lautete: Textilarbeiterinnen und Textilarbeiter! Folgt den Beispielen Tschutkichs und Striemanns! Letztlich wurde der Wettbewerb um den Ehrentitel zum 1. Mai 1950 gestartet. Der Titel wurde erstmals am 14. Juni 1950 an ausgezeichnete Kollektive der Deutschen Reichsbahn verliehen.